# Khách sạn Plaza Athénée

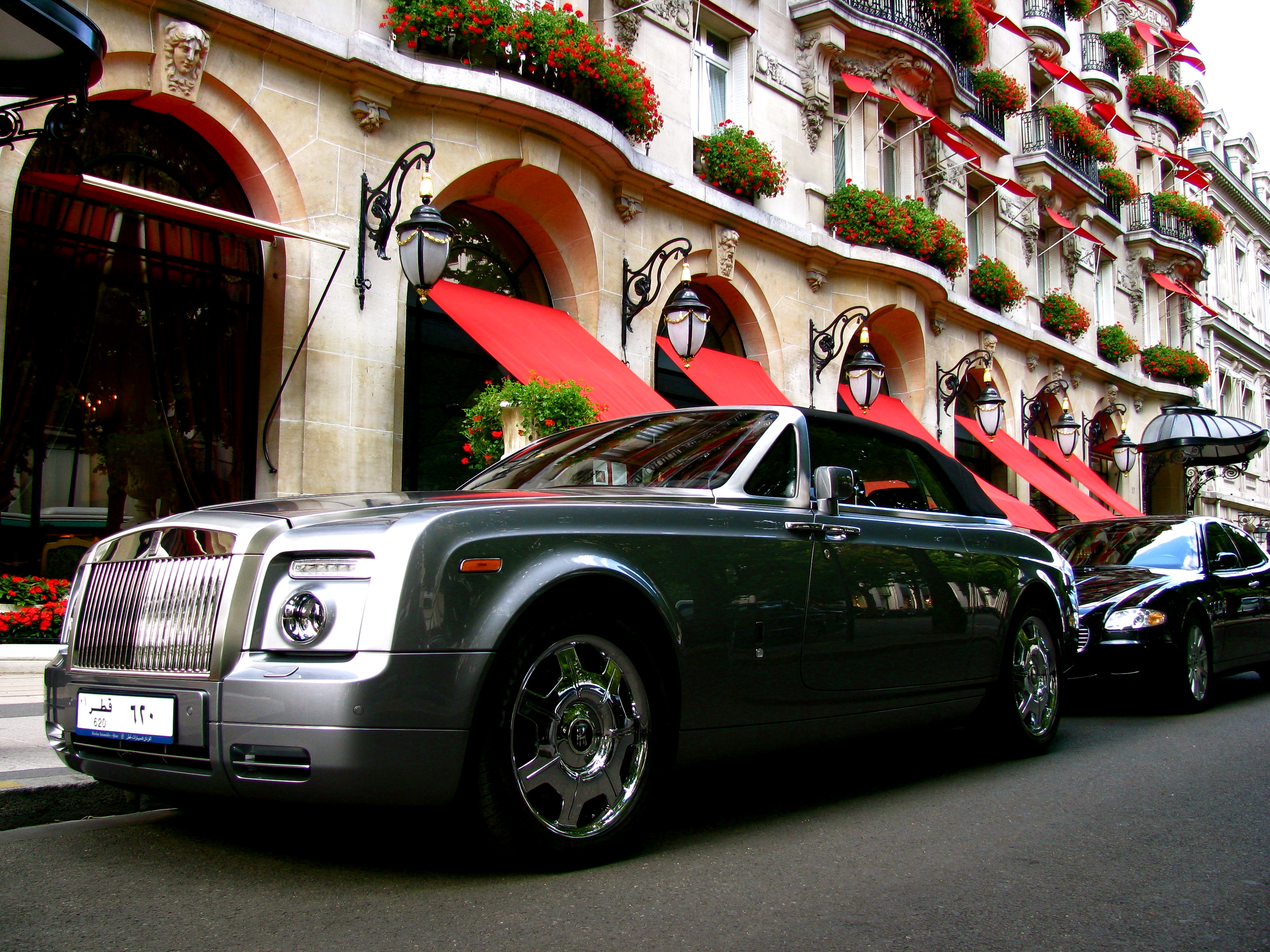
Cổng khách sạn Plaza Athénée với chiếc Rolls-Royce sang trọng

Plaza Athénée là một khách sạn nổi tiếng và đặc biệt sang trọng ở Paris. Nằm trên đại lộ Montaigne, một trung tâm thời trang cao cấp của Paris, Plaza Athénée được xem như một trong những khách sạn xa xỉ nhất Paris, từng là nơi đón tiếp nhiều vị khách nổi tiếng. Hiện nay Plaza Athénée thuộc tập đoàn Dorchester Collection, chuyên kinh doanh về khách sạn sang trọng.

## Lịch sử
Năm 1852, hoàng đế Napoléon III giao cho Georges Haussmann nhiệm vụ cải tạo lại thành phố Paris. Paris từ một thành phố Trung Cổ trở thành một thành phố hiện đại. Đại lộ Montaigne dần trở nên một địa điểm sang trọng.
Năm 1911, khách sạn Plaza Athénée được khánh thành tại số 25 đại lộ Montaigne. Nơi đây trở thành điểm gặp gỡ của các nhạc sĩ, nghệ sĩ. Nhà hàng Le Relais cùng Galerie des Gobelins của khách sạn đã là nơi đón tiếp Joséphine Baker, Rudolph Valentino, Maurice Chevalier... trong những năm 1930. Vào thời kỳ giữa hai cuộc thế chiến, nhiều nhà tạo mẫu danh tiếng bắt đầu tập trung về đại lộ Montaigne.
Sau Chiến tranh thế giới thứ hai, nhà tạo mẫu Christian Dior tới đại lộ Montaigne, mở một cửa hàng không xa khách sạn Plaza Athénée. Montaigne trở thành con phố của thời trang cao cấp, của Haute Couture. Plaza Athénée như một khách sạn của thời trang và nghệ thuật, đã đón tiếp nhiều nhân vật nổi tiếng, như Grace Kelly, Gary Cooper, Jackie Kennedy, gia đình Ford...
Năm 2000, Plaza Athénée được đổi mới toàn bộ. Đầu bếp nổi tiếng Alain Ducasse tới Plaza Athénée, mở một nhà hàng ẩm thực cao cấp. Người thử rượu Patrick Jouin cũng tới làm việc trong quán bar của khách sạn. Năm 2005, Plaza Athénée mở thêm phòng Hoàng gia - Royal Suite, đặc biệt sang trọng với diện tích 450 m².

## Plaza Athénée
Nằm trên đại lộ Montaigne, con phố sang trọng và không đông đúc, phía trước khách sạn Montaigne còn có một làn đường phụ. Ở đây có thể thấy sự hiện diện của những xe hơi sang trọng bậc nhất như Rolls-Royce, Maybach, Bugatti, Ferrari, Aston Martin, Maserati...
Plaza Athénée gồm 145 phòng thường cộng với 43 phòng sang trọng. Các phòng được trang trí theo hai phong cách: kiểu Paris, cổ điển và sang trọng hoặc phong cách Art Déco, mang tính đương đại hơn. Phòng thường có diện tích từ 30 m² trở lên, dành cho một hoặc hai người. Phòng sang trọng từ 70 m² trở lên, dành cho tối đa 3 người, nhìn ra đại lộ Montaigne hoặc xuống vườn. Một mức cao hơn là các phòng trên 80 m². Còn các phòng tổng thống trên 110 m². Trong số các phòng đặc biệt sang trọng có Eiffel Penthouse Suite nhìn ra khung cảnh Paris với sông Seine và tháp Eiffel. Và phòng Hoàng ga - Royal Suite, rộng 450 m² nằm trên tầng sáu. Phòng Hoàng gia gồm hai lối vào chính, một sảnh đợi, hai phòng nhìn xuống đại lộ Montaigne, hai phòng nhìn xuống sân vườn, một phòng ăn có thể đón tiếp 12 người, phòng khách đôi lớn và nhỏ kèm thư viện, một phòng thư giãn, một phòng làm việc, hai phòng tắm có một phòng tắm hơi Thổ Nhĩ Kỳ, một bếp và các ban công nhìn xuống đại lộ cùng tháp Eiffel. Trong thời gian trọ tại phòng Hoàng gia, khách hàng được quyền sử dụng chìa khóa của chiếc xe hơi Maserati Quattroporte. Giá các phòng cá nhân của Plaza Athénée từ gần 600 € trở lên. Còn phòng Hoàng gia là 19.000 euro một đêm.
Plaza Athénée có một quán bar Le Bar du Plaza Athénée từng được giải « Best of the Best Virtuoso Awards » vào tháng 8 năm 2007 và một giải « Best Bar Experience ». Nhà hàng ẩm thực cao cấp mang tên đầu bến nổi tiếng Alain Ducasse, người đến làm việc cho Plaza Athénée từ năm 2000, với các bữa tối và bữa trưa thứ năm, thứ sáu. Relais Plaza với ẩm thực Pháp được trang trí theo phong cách nghệ thuật Art Déco. Cour Jardin ở ngoài trời với ẩm thực Địa Trung Hải. La Galerie des Gobelins cho bữa sáng và ăn nhẹ với bánh, trà... Ngoài ra còn có Terrasse Montaigne cho các khách hàng thích ngồi ngoài thềm, nhìn ra đại lộ. Một đầu bếp nổi danh khác từng làm việc ở đây là Jacques Pépin.
Hầm rượu của Plaza Athénée có hơn 35.000 chai. Không gian dành cho doanh nhân với máy fax, máy tính, photocopy, máy in... mở cửa 24/24. Dịch vụ thư ký từ 13 giờ tới 20 giờ các ngày thứ hai đến thứ sáu. Khách sạn Plaza Athénée cũng nhận tổ chức những buổi tiếp khách, chiêu đãi, hôn lễ... Để phục vụ các khách trọ, Plaza Athénée hơn 500 nhân viên.
Trong các khách trọ nổi tiếng của Plaza Athénée, có thể kể đến Josephine Baker, Rudolph Valentino, Grace Kelly, Gary Cooper, Jackie Kennedy, Mary Kate Olsen, Ashley Olsen, Matt Lauer, Katie Couric, Oprah Winfrey, Anna Wintour, Salma Hayak và Penelope Cruz.